# XDT
xDT (auch KVDT) ist eine Gruppe von Datenaustauschformaten, die im deutschen Gesundheitswesen im Bereich der niedergelassenen Ärzte benutzt werden. Sie wurden im Auftrag der Kassenärztlichen Bundesvereinigung erstellt. Die Formate haben eine gemeinsame, textorientierte Syntax, in der jedes Feld als eine Zeile in die Datei geschrieben wird, und ein gemeinsames Feldverzeichnis. Sie definieren unterschiedliche Nachrichtenklassen, für die jeweils die obligatorischen und optionalen Felder aus dem Feldverzeichnis spezifiziert sind.

## Abrechnungsdatentransfer (ADT)
Diese erste xDT-Schnittstelle wurde 1987 noch unter dem Namen „Abrechnungsdatenträger“ herausgegeben – sie war zur Verwendung mit Disketten gedacht.
Der Abrechnungsdatentransfer dient zur Übermittlung der für die Kassenabrechnung relevanten Daten an die kassenärztliche Vereinigung auf Grundlage des deutschen § 296 SGB V. Übertragungsinhalte: Krankenscheine, kodierte Diagnosen und Gebührenziffern. Der ADT wird zu jedem Quartalsende von der Praxis-Software erstellt und kann online oder per Datenträger (einfache Diskette reicht für Praxis) über den Postweg der Abrechnungsstelle zugesendet werden.

## Behandlungsdatentransfer (BDT)
Der BDT wurde Anfang der 1990er Jahre vom ZI (dem Zentralinstitut für die Kassenärztliche Versorgung) entwickelt, um den Austausch kompletter Datensätze zwischen Praxisprogrammen verschiedener Hersteller zu ermöglichen. Außerdem werden Systemumstellungen erleichtert, denn zusätzlich zu Abrechnungsdaten können auch weitere Inhalte, wie z. B. die gesamte Karteikarte des Patienten mit Anamnese, Untersuchungsergebnissen und Verlaufsinformationen übertragen werden. Software-Hersteller können diese Schnittstelle zum Austausch der Behandlungsdaten  in ihre Anwendung integrieren. Dies ist jedoch nicht immer der Fall und häufig auch kostenpflichtig. Da die Satzbeschreibung viele optionale „Kann“-Felder enthält, ist auch das Ergebnis eines Datenaustausches oft inkonsistent. Selbst die Definition der „Muss“-Felder wird oft unterschiedlich interpretiert. So können in der Regel für die alltägliche Arbeit in der Praxis hilfreiche, aber eben nicht unbedingt medizinisch relevante Informationen, meist nicht über den BDT-Export und -Import übertragen werden. Beispiele hierfür sind Arztadressen, E-Mail-Adressen, Textbausteine, praxiseigene Abrechnungsziffern sowie eingescannte oder eingelagerte Arztbriefe u. ä.
Des Weiteren enthält der Ex- und Import keine erneut verwertbaren Daten wie z. B. patienteneigene Medikamentenlisten („Wiederholungsverordnung“) oder die Möglichkeit alte Formularinhalte im neuen Praxisprogramm anzuzeigen (z. B. alte Heilmittelverordnungen mit komplettem Text). Derartige Informationen müssen vom Zielsystem entsprechend interpretiert werden. Auch die Vielzahl der Varianten der Textverarbeitung (programmeigen oder kommerzielle Produkte wie MS-Word) erschweren eine Übernahme geschriebener Briefe und sonstiger Dokumente.
In der Praxis sind fast immer zusätzliche Programmierarbeiten an der Datenschnittstelle erforderlich, wenn Daten zwischen den Programmen verschiedener Hersteller ausgetauscht werden sollen. Auch erschweren die Softwareanbieter teils bewusst, teils unbewusst, eine hundertprozentig perfekte Datenübernahme. Bietet das Zielsystem z. B. bestimmte Programmfunktionen nicht an, kann es deshalb auch manche Altdaten nicht anzeigen (z. B. Perzentilen, Wachstumskurven, To-Do Listen). In solchen Fällen ist deshalb ein Systemwechsel von einem Anbieter zu einem anderen i. d. R. mit erheblichem Aufwand und Kosten verbunden oder auch gänzlich unmöglich.

### Behandlungsdatentransfer für Augenheilkunde (BDT-A)
Anfang der 1990er Jahre wurde in Zusammenarbeit mit dem Berufsverband der Augenärzte Deutschlands eine Erweiterung des BDT für die Belange der Augenheilkunde entwickelt, der BDT-A. Diese Schnittstelle erlaubte den Austausch strukturierter Daten, wie sie regelmäßig bei der ophthalmologischen Befunderhebung anfallen, bspw. Sehschärfe, Augeninnendruck, Brillen- und Refraktionswerte oder Schielwinkel. Dabei wurden bis ins Detail die Strukturen der ermittelten Werte abgebildet, also Zahlen, Nachkommastellen, Textwerte, Feldlängen etc.
Das Ziel war es, auch den Augenärzten die Möglichkeit zu bieten, die Daten in gleicher Form zwischen unterschiedlichen Systemen auszutauschen und ggf. so auch einen Systemwechsel zu ermöglichen. Das Konzept scheiterte letztlich daran, dass es nur eine verschwindend geringe Anzahl von Systemen am Markt gab, die solch eine komplexe Dokumentationsstruktur überhaupt anboten, und deshalb die Schnittstelle von KBV bzw. ZI auch nicht prüfbar war. Der Austausch der Daten beschränkt sich deshalb bis heute in der Regel nach wie vor auf die Informationen, die der BDT beinhaltet, ohne die ophthalmologischen Erweiterungen zu berücksichtigen.

## Gerätedatentransfer (GDT)
Die GDT-Schnittstelle soll zur systemunabhängigen Datenübertragung zwischen medizinischen Messgeräten oder externen Programmen und der Praxis-Software dienen. Diese Spezifikationen werden vom Qualitätsring Medizinische Software verabschiedet. Die Datenübertragung erfolgt über Dateien, die serielle Schnittstelle oder direkte Programm-Programm-Kommunikation.
Typischerweise wird vom anfordernden System (Praxisprogramm) eine GDT-IN Datei geschrieben, die in festgelegten Feldern z. B. die Patientenstammdaten enthält. Das Zielprogramm (z. B. EKG-Software) liest diese Datei ein und stellt die übergebenen Daten zur Weiterverarbeitung bereit. Somit entfällt z. B. eine erneute Eingabe der Patientenstammdaten und dadurch auch die Vermeidung von Falscheingaben („Meier oder Maier“). Das System schreibt nach erfolgter Anzeige oder Bearbeitung eine GDT-OUT Datei, welche vom anfordernden System meist automatisch eingelesen wird. Üblicherweise erscheint in der Patientenakte nun der Hinweis, dass externe Daten vorhanden sind.
Mit dieser Technik können z. B. „papierlose“ Arztpraxen aus dem Praxisprogramm direkt Untersuchungsdaten von externen Programmen (EKG, Scans, Lungenfunktion, Langzeitblutdruck usw.) am Bildschirm anzeigen. Der sonst übliche Papierausdruck ist nicht mehr nötig.
Mithilfe eines HL7-GDT-Konverters können Messgeräte mit GDT-Schnittstelle auch in Krankenhausinformationssystemen, die den HL7-Standard verwenden, eingebunden werden.

## Labordatentransfer (LDT)
Der LDT dient zur Anforderung von Laboruntersuchungen und zur Übermittlung der Ergebnisse dieser Untersuchungen.

## Weiterentwicklung
Eine Brücke zum HL7-Standard hat das SCIPHOX-Projekt geschaffen, indem es die Inhalte einiger xDT-Spezifikationen in die Clinical Document Architecture transformiert hat.
Seit dem 15. November 2011 betreibt der Qualitätsring Medizinische Software e.V. (QMS) in der Rolle einer Standardentwicklungsorganisation die Weiterentwicklung von einigen Standards der xDT-Familie (GDT, BDT). Der aktuelle Stand der Arbeiten kann in einem Wiki des QMS verfolgt werden.